# 云盖寺镇
云盖寺镇，是中华人民共和国陕西省商洛市镇安县下辖的一个乡镇级行政单位。

## 行政区划
云盖寺镇下辖以下地区：
云镇村、岩湾村、西华村、东洞村、金钟村、金坪村、黑窑沟村、西洞村和三条沟村。